# Оукхерст (Калифорнија)
Оукхерст (енгл. Oakhurst) насељено је место без административног статуса у америчкој савезној држави Калифорнија.

## Демографија
По попису из 2010. године број становника је 2.829, што је 39 (-1,4%) становника мање него 2000. године.
| Група             | 2000.         | 2010.         |
| Белци             | 2.422 (84,4%) | 2.161 (76,4%) |
| Афроамериканци    | 13 (0,5%)     | 22 (0,8%)     |
| Азијати           | 30 (1,0%)     | 44 (1,6%)     |
| Хиспаноамериканци | 285 (9,9%)    | 473 (16,7%)   |
| Укупно            | 2.868         | 2.829         |